# 江村 (旌德)
30°13′00″N 118°23′20″E / 30.21667°N 118.38889°E
江村位于中国安徽省宣城市旌德县白地镇，是以江姓为主聚居的村落，人口2237人，拥有众多的古建筑，2005年被列为“中国历史文化名村”。江村古建筑群于2006年被列为第六批全国重点文物保护单位。
江村始建于隋唐时期，鼎盛于清，经过太平天国战乱后衰败。现存古建筑为明清所建，主要建筑有江氏宗祠、溥公堂、孝子祠、江村父子进士坊、茂承堂、笃修堂、进修堂、黯然别墅、江泽涵故居、江冬秀故居、老街等。
江村名人众多，如明代父子进士江汉、江文敏（建有父子进士坊）、民国代总理江朝宗、前中共中央总书记江泽民之父江世俊、安徽省长江绍杰、中国社会党领袖江亢虎、数学家江泽涵等。